# Швець Федір Петрович
Фе́дір Петро́вич Швець (11 листопада 1882, Жаботин — 20 червня 1940, Прага) — український геолог, громадський і політичний діяч. Професор Київського університету. Член ЦК Селянської спілки та УПСР. У 1918–1919 роках — член Директорії УНР. Від 1920 року — в еміграції в Празі: професор УВУ та Українського педагогічного інституту імені Михайла Драгоманова.

## Біографія
Народився в Жаботині Черкаського повіту. 1909 року, після закінчення природничого факультету Дерптського університету, працював асистентом кафедри геології, брав участь у діяльності студентської громади при університеті. Був членом університетського товариства, співпрацював у термінологічній комісії Українського наукового товариства у Києві. У 1909–1916 роках викладав природничі науки у Дерптській гімназії. 1915 року одержав посаду доцента кафедри палеонтології, займався геологічними дослідженнями на Керченському півострові, Кавказі та в Криму.
У березні 1917 року повернувся в Україну. На з'їзді діячів українського села (6-7 квітня 1917 року) Швеця обрано членом ЦК Селянської спілки від Черкаського повіту, а також членом ЦК УПСР. У червні 1917 на першому Всеукраїнському селянському з'їзді увійшов до Всеукраїнської ради селянських депутатів і був кооптований до Української Центральної Ради. Працював у 2-й київській гімназії, в оргкомітеті по створенню Українського народного університету. У вересні 1918 року призначений професором геології Українського державного університету в Києві і його першим проректором. У період Української Держави — член Українського національного союзу.
13 листопада 1918 року Швець як представник Селянської спілки разом із Володимиром Винниченком, Симоном Петлюрою, Опанасом Андрієвським, Андрієм Макаренком був обраний до складу Директорії УНР.
22 січня 1919 р. на Софіївській площі Федір Швець зачитав Універсал Соборності або Акт Злуки українського народу про об'єднання УНР і ЗУНР у соборну Україну.
15 листопада 1919 року за спільним рішенням Директорії та уряду УНР Федір Швець і Андрій Макаренко виїхали з дипломатичними дорученнями за кордон, передавши всю повноту влади Симону Петлюрі. 25 травня 1920 року постановою уряду УНР Швець був виведений зі складу Директорії УНР.
В еміграції в ЧСР — викладач українських високих шкіл. Жив у Празі. Від 1923 року — професор геології Українського вільного університету, а в 1924–1929 роках — Українського високого педагогічного інституту ім. М.Драгоманова. У 1928–1929 Швець разом з Опанасом Андрієвським і Андрієм Макаренком створили Українську Національну Раду, яка, на думку організаторів, мала об'єднати наддніпрянських українців в еміграції. Автор наукових праць з геології. Помер у Празі 20 червня 1940 року, де й похований.